# Anna McCarthy

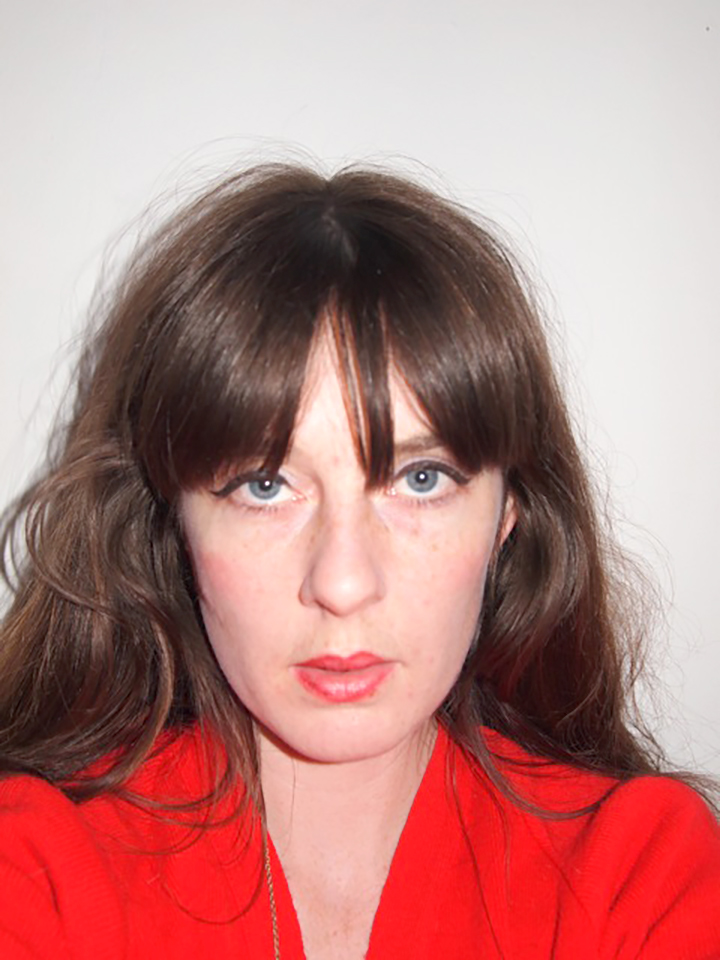
Anna McCarthy (Selbstporträt, 2017)

Anna McCarthy (* 1981 in München-Neuperlach) ist eine deutsche bildende Künstlerin, die in München lebt und arbeitet. McCarthys Projekte gehen meist von einem politischen Gedanken aus und basieren auf historischen Recherchen. Typisch für ihre Arbeit sind ihr journalistischer Gestus, verbunden mit Poesie und Humor. Ihr Schaffen ist breit gefächert und umfasst die performative Installation mit Elementen von Konzert und Musical sowie Malerei, Zeichnung und Film.

## Leben und Werk

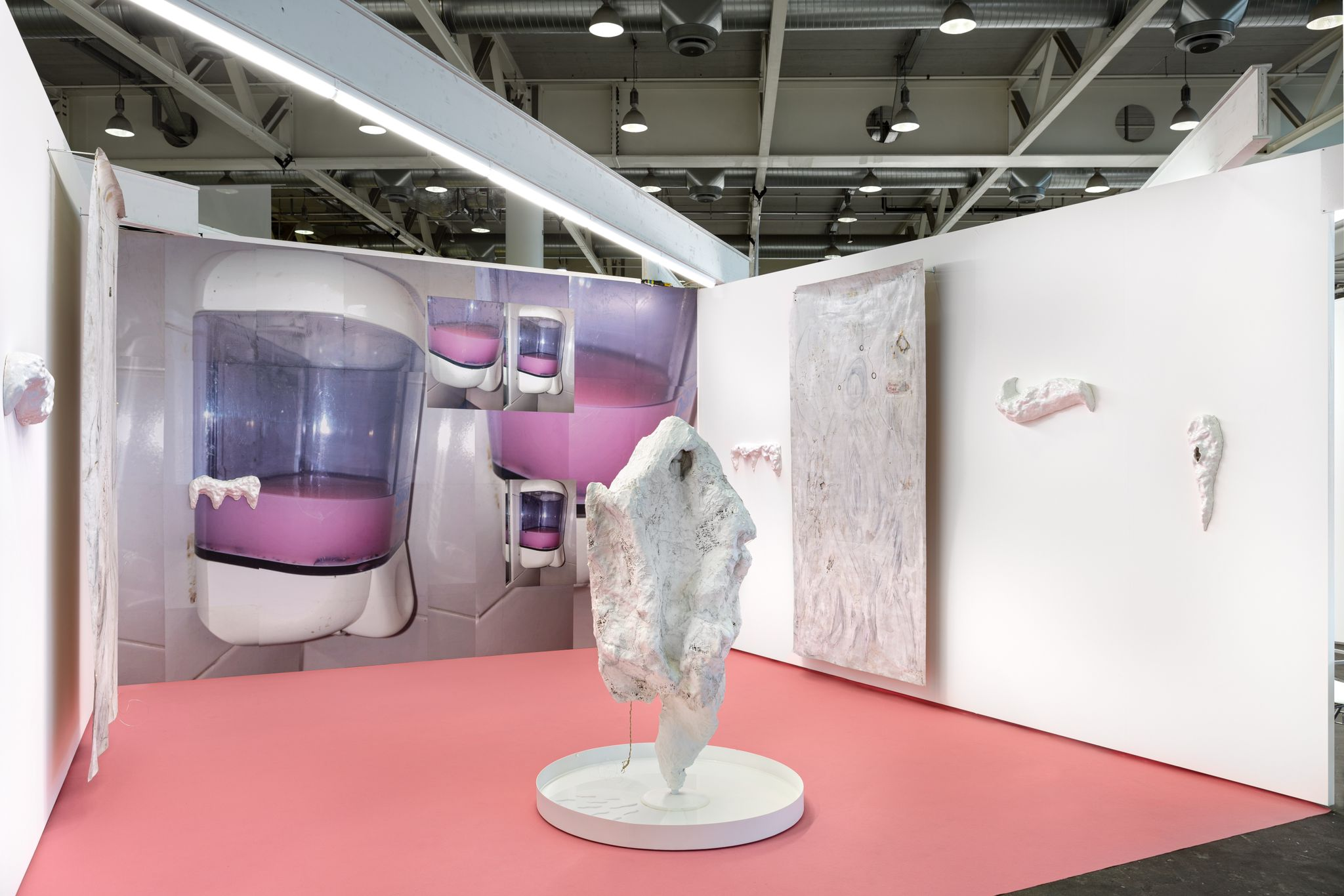
Installation „Creatures in the Soap“, Liste Art Fair Basel, 2023

McCarthy ist die Tochter einer Sozialpädagogin und eines Flugzeugingenieurs. Die Familie zog 1980 von Blackpool nach Rosenheim. Durch ihre älteren Brüder wurde früh McCarthys Interesse an Kunst, Musik und dem Münchner Nachtleben geweckt. Einer der beiden Brüder ist Nick McCarthy, der als Gitarrist der Band Franz Ferdinand Anfang der 2000er Jahre bekannt wurde. McCarthy interessierte sich in ihrer Jugend für die Literatur William S. Burroughs’ und die Kunst von Uwe Lausen und Francis Bacon, wobei sie sich besonders vom Düsteren und Makaberen angezogen fühlte.
2001 studierte sie an der Kingston University Illustration. Von 2002 bis 2009 studierte McCarthy Bildhauerei an der Münchner Kunstakademie und übte sich in verschiedenen Bereichen wie Videokunst, Installation, Malerei und Musik. 2005 studierte sie zwei Jahre lang an der Glasgow School of Art.
Seit 2007 ist McCarthy Mitglied in der achtköpfigen Band Damenkapelle, sie spielt Bass und singt. Die Band veröffentlichte 2012 ihr Debütalbum beim Münchner Label Echokammer und bewegt sich stilistisch zwischen Pop und Performance.
Von 2012 bis 2014 kuratierte sie zusammen mit Federico Sánchez die Lesungsreihe No Country for odd poets im Kunstverein München. Hier wurden eher der Subkultur zugehörige Protagonisten der Performance- und Literaturszene eingeladen, unter ihnen die Filmemacherin Chris Kraus, der Dichter John Giorno und Wolfgang Müller, Ex-Mitglied von Die Tödliche Doris.
In ihrem Projekt How to Start a Revolution, das u. a. aus einem Musical (2013), einem Buch (2016), filmischen Arbeiten und „lächerlich provokanten politischen Aktionen“ (so ein Katalogstext) besteht, beschäftigte sie sich mit Klischees des Rebellentums, eingebettet in zeitgenössische gesellschaftspolitische Ereignisse. Dabei hatte die Arbeit einen Bezug zu München und Bayern und bezog das persönliche Umfeld der Künstlerin mit ein. How to Start a Revolution wurde international ausgestellt., u. a. in Galerien in London, Glasgow und Island.
2015 gestaltete McCarthy die Decke der Damentoilette des Valentin-Karlstadt-Musäums mit so großem Einsatz, dass die Wirtin des zum Musäum gehörenden Turmstüberls davon als „Ännas Sixtinische Kapelle“ sprach. Neben der künstlerischen Arbeit kellnerte sie zeitweise im Musäum, für das sie auch die englische Fassung der Audioführung durch die Dauerausstellung einsprach.
Im selben Jahr war McCarthy für drei Monate Stipendiatin der Villa Aurora. Hier entstand u. a. der Kurzfilm Fassbinder in La-La-Land, mit dem sie vom Münchner Fassbindertage e. V. beauftragt worden war. In dem Film stellt McCarthy eine Art weiblichen, in Los Angeles lebenden Rainer Werner Fassbinder dar. Auch 2020 beteiligte sie sich an den Fassbindertagen, diesmal mit dem Kurzfilm Spirit of Fassbinder Conspiracy, in dem Frauen in wehenden Gewändern vor Fassbinders Geburtshaus einen Geist heraufbeschwören.
Im Jahr 2017 hatte McCarthy unter dem Titel What are people for? ihre erste Einzelausstellung im Kunstverein Göttingen. Unter demselben Titel und mit Elementen aus dieser Ausstellung entstanden in Zusammenarbeit mit der Musikerin und Komponistin Manuela Rzytki Performances in München, Berlin und Reykjavík.
Im selben Jahr verbrachte McCarthy auf Einladung der Künstlerinitiative Popps Packing einen einmonatigen Atelieraufenthalt in Hamtramck, Michigan. Den Aufenthalt verarbeiteten sie u. a. in der Ausstellung The European Secret Salon in einer kleinen Galerie in Viechtach anhand von Videocollagen, Audionotizen, Malereien, Zeichnungen und Objekten.
Als Gastdozentin der Münchner Akademie der Künste hielt sie 2020 ein Seminar, das die „politische Lebensreformbewegung“ zum Thema hatte. Derzeit unterrichtet sie an der Universität für Angewandte Kunst in Wien.
McCarthy betreut die Performance- und Multimediawerkstatt des städtischen Jugendkulturzentrums „Die Färberei“ in München. Hier entstand 2020 während der COVID-19-Pandemie der Online-Workshop Karantäne Künstlerbuch. Bei diesem niederschwelligen Angebot wird erklärt, wie ein Künstlerbuch angelegt und gebunden wird, nebenbei wird Ray Johnsons Mail Art zitiert. Des Weiteren ist McCarthy im Münchner Kulturzentrum Köşk aktiv und beteiligt sich an Jugendprojekten des Bellevue di Monaco und der Münchner Kammerspiele.
Mit der Band What Are People For?, die neben McCarthy aus Manuela Rzytki, Paulina Nolte und Tom Wu besteht, veröffentlichte die Künstlerin 2022 ein gleichnamiges Album. Die Musik darauf bewegt sich laut SZ-Kritik zwischen Spoken Word, Post-Wave und Electropunk. McCarthy, die für Texte und Gesang zuständig war, nennt britische Punkdichter wie Kae Tempest und die Sleaford Mods als Vorbilder.
Kennzeichnend für McCarthys Schaffen ist ihr multidisziplinärer Ansatz: Ihr Werk besteht aus Malerei und Zeichnung, Installationen, Büchern, Filmen, Musik, Musicals, Paraden und Demonstrationen. Typisch ist das Bearbeiten von Themen über längere Zeit in unterschiedlichen Formaten. Ihre humorvollen und poetischen Werke, in denen sie zu Rebellion und Verweigerung aufruft, haben meist einen politischen Anspruch und basieren oft auf historischen Recherchen. Sie verwendet Elemente der Popkultur und arbeitet gern mit Künstlerkolleginnen und -kollegen zusammen.
McCarthy wird, Stand 2023, von der Galerie Sperling in München vertreten.

## Ausstellungen und Performances (Auswahl)

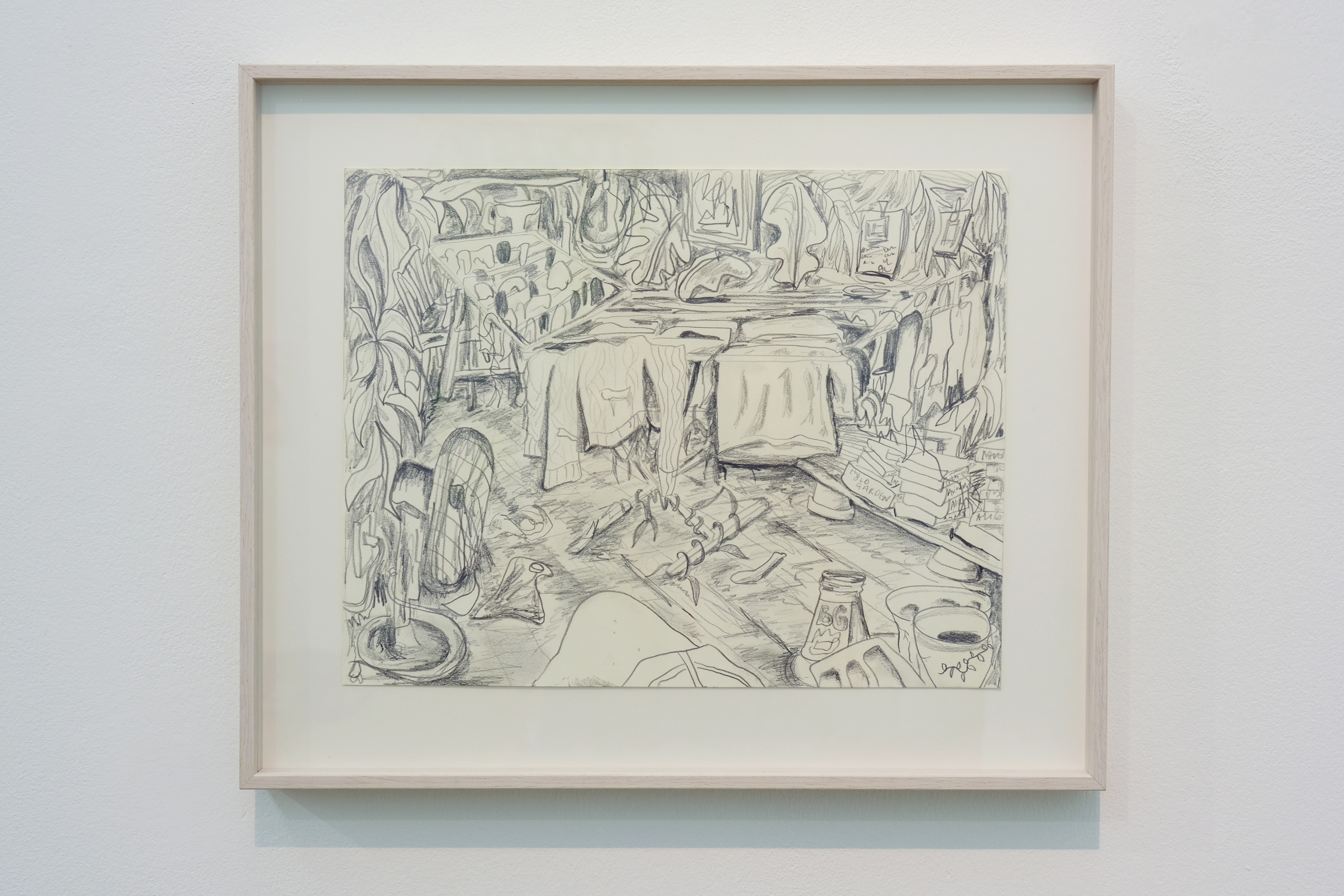
„Washing Line (Compost)“, Bleistiftzeichnung (2022)

- 2013: NA-EN-DE-NA-EN-DE-NA-WI-DA II, zusammen mit Gabi Blum in der „Schaustelle“ der Pinakothek der Moderne, München[26]
- 2014: Nein in der Halle der „Platform München“[27]
- 2014: Performance How To Start a Revolution: The Musical im Maximiliansforum, München[7]
- 2015: Project Biennial of Contemporary Art, D-0 ARK Underground, Bosnien-Herzegowina[28]
- 2016: Favoriten III: Neue Kunst aus München, zusammen mit elf anderen Künstlerinnen und Künstlern im Lenbachhaus, München[29]
- 2017: What are people for? im Kunstverein Göttingen
- 2017: Die Hölle im Valentin-Karlstadt-Musäum, München
- 2018: Performance How To Start a Revolution: The Musical  im Rahmen der Ausstellung Kunst der Revolte // Revolte der Kunst, veranstaltet vom Offenes Haus der Kulturen e. V., Frankfurt am Main[30]
- 2019: Bloodless Boutique im Deutschen Fleischermuseum in Böblingen[31]
- 2020: Adventure Room in der Galerie Sperling, München[32]
- 2021: Global Angst in der Muffathalle und im Münchner öffentlichen Raum, zusammen mit Chicks on Speed, Der Plan, Bayerischer Flüchtlingsrat u. a.[33]
- 2022: Washing Cycle in der Galerie Sperling, München
- 2023: Creatures In The Soap, Liste Art Fair Basel
- 2024: Volatile, Galeria Diana, Mailand[34]
- 2024: The Hills Have Crazy Eyes. Woman in a landscape, Münchner Kammerspiele[35]
- 2025: not dying. Eine Ausstellung ausgehend von Ingeborg Bachmanns „Todesarten-Projekt“. Gruppenausstellung zusammen mit Christiane Blattmann, Brigitte Dunkel, Nora Hansen, Kate Mackeson, Dorothee Elmiger, Heike Geißler u. a., Haus Rüschhaus, Münster
- 2025: I Hear a New World No. 3, Interimsquartier der Villa Stuck in der Goethestraße 54, zusammen mit Nathaniel Russell, Annabel Wright, Tetsuya Umeda, Anne Brugni u. a.[36]

## Videoarbeiten (Auswahl)
- 2019 – 2020: Bloodless Boutique, Bloodless Pool und Bloodless Brandhorst. Digitale Video-Reihe in Zusammenarbeit mit Paulina Nolte. Der dritte Teil entstand im Auftrag des Museum Brandhorst.[37]

## Bühnenbild
- 2023: Who is afraid of fuck you all? The Story of Kathy Acker – Ein körpererotisches Punk-Biopic. Inszenierung am ETA Hoffmann Theater, Bamberg.  Regie: Paula Thielecke

## Veröffentlichungen (Auswahl)
- How to Start a Revolution – The Musical. Edition Taube 2016, ISBN 978-3-945900-07-9
- What are people for? Herausgegeben von Anja Lückenkemper, Design von Studio Jung. Hammann von Mier Verlag, München / Kunstverein Göttingen, 2017, ISBN 978-3-947250-04-2
- Gelatine Jaws, Hammann von Mier Verlag, München, 2022, ISBN 978-3-947250-44-8
- Trickles & Oozes. Edition Taube 2024, ISBN 978-3-68917-003-5

## Auszeichnungen
- 2009: Leonhard und Ida Wolf-Gedächtnispreis[38]
- 2014: Förderpreis für junge Kunst des Kunstclub 13 e.V. für die Ausstellung Nein[39]
- 2015: Stipendium der Villa Aurora[40]
- 2016: Bayerischer Kunstförderpreis, Spezialpreis für „Sound und Geräusche“
- 2017: Popps Packing’s Residency in Detroit[41]
- 2018: Preis des Münchner Tanz- und Theaterfestivals Rodeo an Anna McCarthy und Manuela Rzytki für die Produktion What are people for?[42]
- 2023: Leveld Kunstnartun Residency in Norwegen, gestiftet vom norwegischen Kulturministerium, zusammen mit der Band What Are People For?[43]

## Diskografie (Auswahl)
- Als Mitwirkende neben Yoko Ono, Ted Gaier, Cobra Killer u. a.: Tribute to Gustav Metzger. Compilation, kuratiert von Justin Hoffmann, belleville Verlag 2008, ISBN 978-3-943157-37-6
- Als Mitglied der Band Damenkapelle: Damenkapelle. Echokammer, 2012
- Als Mitglied der Band neben Zoro Babel, Sachiko Hara, Albert Pöschl, Manuela Rzytki, Pico B:, Salewski: Chansons, Echokammer, 2018
- Als Sängerin und Texterin der Band: What Are People For? Alien Transistor / Morr Music, 2022[44]
- Sprechgesang beim Stück So Funny auf dem Album Extrem Ernste Musik von Rumpeln, 2023[45]

## Werke in Sammlungen
- Bayerische Staatsgemäldesammlungen[46]
- Münchner Stadtmuseum, Abb.